# Hanan Ashrawi
Hanan Ashrawi (arabiska: حنان داوود مخايل عشراوي) född Mikhail den 8 oktober 1946 i Nablus, är en palestinsk akademiker, politiker och författare. Hon är en av partiledarna för det politiska partiet Tredje vägen.

## Biografi
Ashrawi blev 1981 professor i engelsk litteratur vid Bir Zeit-universitetet, del av Palestinas utbildningsväsen.
Hanan Ashrawi var en viktig fredsdrivande aktör under den första intifadan 1987–1993 och blev internationellt känd som den palestinska delegationens taleskvinna under fredsförhandlingarna med Israel åren 1991–1993. 1996 valdes Ashrawi in i Palestinas lagstiftande råd, och åren 1996–1998 verkade hon som minister för högre utbildning.
2001 blev Ashrawi utnämnd till språkrör för Arabförbundet. År 2002 erhöll hon Olof Palmepriset.

## Uppmärksammande och i kulturen
1994 publicerades boken A voice of reason : Hanan Ashrawi and peace in the Middle East, författad av Barbara Victor. Året efter återkom Victor med Hanan Ashrawi: a passion for peace.

### Priser och utmärkelser
- 2002 – Olof Palmepriset[11]
- 2003 – Sydney Peace Prize[12][13]